# Mijanès-Donezan
Mijanès-Donezan est une station de sports d'hiver située sur la commune de Mijanès dans le Donezan, département de l'Ariège en France. Elle est située du côté est du col de Pailhères. De l'autre côté de ce col se trouve la station de ski d'Ascou-Pailhères.

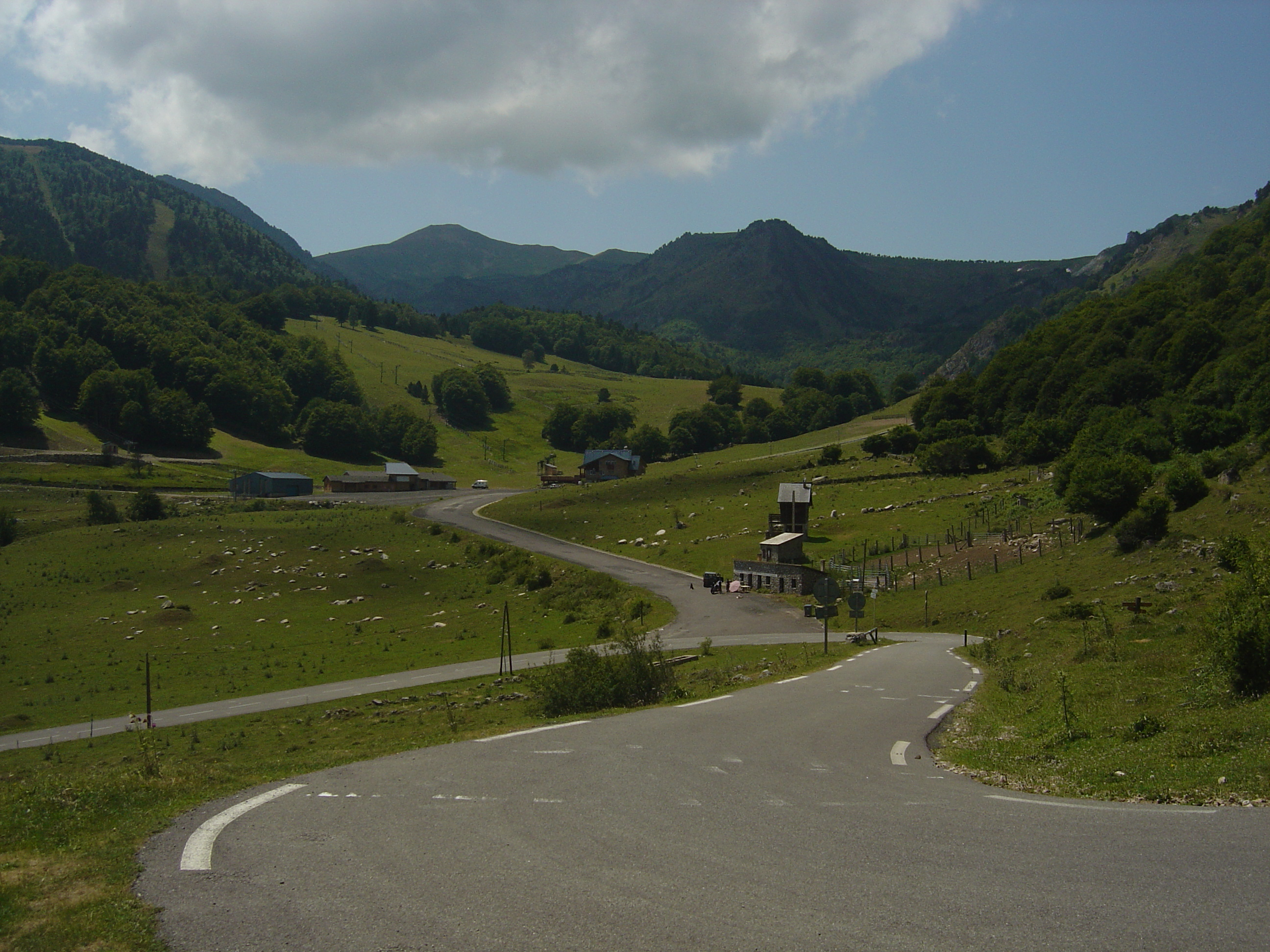

## Géographie
Situé à quatre kilomètres au-dessus du village de Mijanès, sur les pentes de la montagne de Canrusc entre 1500 et 2000 m d’altitude, le domaine skiable de Mijanès-Donezan offre 12 kilomètres de pistes de ski répartis en 15 pistes soit 30 hectares en partie en secteur boisé desservis par 6 remontées mécaniques.

## Histoire
Elle a été créée en 1961 à l'initiative de Michel Castilla, conseiller général du canton de Quérigut.

## Autres activités
Hormis les activités liées au ski, il est possible de pratiquer la randonnée avec des chiens de traîneau husky et alaskan.
A la bonne saison, un site de parapente agréé par la Fédération française de vol libre est identifié en contrebas du port de Pailhères au lieu-dit Coumeille des Nid.